# Вихман, Георгий Львович
Георгий Львович Вихман (1902—1977) — советский учёный, энергетик, специалист в сфере нефтехимического машиностроения. Лауреат Ленинской премии (1963).

## Биография
Окончил Московский химико-технологический институт им. Менделеева (1930).
Работа:
- 1920—1922 — техник военно-гидротехнического отряда (Чернигов),
- 1922—1925 — младший техник Химстроя (Москва),
- 1930—1931 — главный инженер производственного отдела НИИМАШа,
- 1931—1934 — старший инженер, конструктор, заместитель начальника механического цеха треста «Крекингстройнефтепроект»,
- 1934—1936 — заместитель начальника цеха треста «Нефтепроект»,
- 1936—1941 — начальник КБ Подольского машиностроительного завода имени Орджоникидзе,
- 1941—1944 — начальник конструкторского отдела Нефтемашпроекта,
- 1944—1947 — начальник КБ по нефтезаводскому оборудованию Центрального института авиационных топлив и масел ЦИАТИМ (сегодня — ВНИИ НП),
- 1947—1976 — начальник отдела конструирования и исследования нефтезаводского оборудования, заместитель директора (главного конструктора) по нефтезаводской части, главный конструктор нефтезаводской части Государственного научно-исследовательского и проектного института нефтяного машиностроения.

С 1939 года — доцент кафедры нефтезаводской механики МНИ-МИНХ и ГП имени И. М. Губкина.
Автор 11 изобретений.

## Награды
- В 1963 году удостоен Ленинской премии за участие в разработке и внедрении трубчатых печей беспламенного горения с излучающими стенами из панельных горелок.
- Орден «Знак Почёта» (1948),
- медали «За доблестный труд в Великой Отечественной войне 1941—1945 гг.»; (1945), «В память 800-летия Москвы» (1949), «За доблестный труд. В ознаменование 100-летия со дня рождения В. И. Ленина» (1970),
- золотые и серебряные медали ВДНХ.

## Монографии
- «Конструирование и расчёт деталей типовой химической аппаратуры» (1940, переведена на китайский язык),
- «Расчёт и конструирование нефтезаводской аппаратуры» (в соавторстве, 1953),
- «Основы конструирования аппаратов и машин нефтеперерабатывающих заводов» (в соавторстве, 1961),
- «Расчёт и конструирование аппаратов нефтеперерабатывающих заводов» (1965).